# Ruta Estatal de Nevada 233
La Ruta Estatal de Nevada 233, y abreviada SR 233 (en inglés: Nevada State Route 233) es una carretera estatal estadounidense ubicada en el estado de Nevada. La carretera inicia en el Oeste desde la I 80     en Oasis hacia el Este en la SR 30  en la frontera con Utah. La carretera tiene una longitud de 55,2 km (34.293 mi).

## Mantenimiento
Al igual que las autopistas interestatales, y las rutas federales y el resto de carreteras estatales, la Ruta Estatal de Nevada 233 es administrada y mantenida por el Departamento de Transporte de Nevada por sus siglas en inglés Nevada DOT.